# Prince Segbefia
Kossi Prince Segbefia (Lomé, Togo, 11 de marzo de 1991) es un futbolista togolés que juega como centrocampista en el S. C. Eendracht Aalst de la División 2 de Bélgica.

## Carrera
El 31 de enero de 2020 se hizo oficial su llegada al Altay S. K. firmando un contrato por año y medio. El 22 de agosto del mismo año llegó al Tuzlaspor que recientemente había ascendido a la TFF Primera División.
En octubre de 2021 acordó su incorporación al Al-Ittihad Club libio, pero unos días después se truncó la operación debido a los problemas físicos que sufría.

## Selección nacional

### Participaciones en Copas de África
| Copa                           | Sede      | Resultado        |
| ------------------------------ | --------- | ---------------- |
| Copa Africana de Naciones 2013 | Sudáfrica | Cuartos de final |
| Copa Africana de Naciones 2017 | Gabón     | Fase de grupos   |

## Estadísticas

### Clubes
Actualizado al último partido jugado el 9 de mayo de 2021.
| A. J. Auxerre II Francia | 4.ª           | 2010-11       | 17  | 1  | -  | - | - | - | 17  | 1  | 0,06 |
| A. J. Auxerre II Francia | 4.ª           | 2011-12       | 7   | 1  | -  | - | - | - | 7   | 1  | 0,14 |
| A. J. Auxerre II Francia | 4.ª           | 2012-13       | 6   | 1  | -  | - | - | - | 6   | 1  | 0,17 |
| A. J. Auxerre II Francia | 4.ª           | 2013-14       | 4   | 1  | -  | - | - | - | 4   | 1  | 0,2  |
| A. J. Auxerre II Francia | Total         | Total         | 34  | 4  | 0  | 0 | 0 | 0 | 34  | 4  | 0,12 |
| A. J. Auxerre Francia | 1.ª           | 2010-11       | 4   | 0  | -  | - | - | - | 4   | 0  | 0    |
| A. J. Auxerre Francia | 1.ª           | 2011-12       | 15  | 0  | 4  | 0 | - | - | 19  | 0  | 0    |
| A. J. Auxerre Francia | 2.ª           | 2012-13       | 20  | 0  | 3  | 0 | - | - | 23  | 0  | 0    |
| A. J. Auxerre Francia | 2.ª           | 2013-14       | 21  | 3  | 3  | 0 | - | - | 24  | 3  | 0,13 |
| A. J. Auxerre Francia | Total         | Total         | 60  | 3  | 10 | 0 | 0 | 0 | 70  | 3  | 0.04 |
| F. C. Zarya Lugansk · Ucrania | 1.ª           | 2014-15       | 9   | 1  | 3  | 1 | 2 | 0 | 14  | 2  | 0,14 |
| F. C. Zarya Lugansk · Ucrania | Total         | Total         | 9   | 1  | 3  | 1 | 2 | 0 | 14  | 2  | 0,14 |
| Elazığspor Turquía | 2.ª           | 2015-16       | 24  | 5  | -  | - | - | - | 24  | 5  | 0,21 |
| Elazığspor Turquía | Total         | Total         | 24  | 5  | 0  | 0 | 0 | 0 | 24  | 5  | 0,21 |
| Göztepe S. K. Turquía | 2.ª           | 2016-17       | 28  | 3  | 4  | 1 | - | - | 32  | 4  | 0,13 |
| Göztepe S. K. Turquía | 1.ª           | 2017-18       | 0   | 0  | 1  | 0 | - | - | 1   | 0  | 0    |
| Göztepe S. K. Turquía | Total         | Total         | 28  | 3  | 5  | 1 | 0 | 0 | 33  | 4  | 0,12 |
| Gaziantep F. K. Turquía | 2.ª           | 2017-18       | 13  | 0  | -  | - | - | - | 13  | 0  | 0    |
| Gaziantep F. K. Turquía | 2.ª           | 2018-19       | 31  | 3  | 1  | 0 | - | - | 32  | 3  | 0,09 |
| Gaziantep F. K. Turquía | Total         | Total         | 44  | 3  | 1  | 0 | 0 | 0 | 45  | 3  | 0,07 |
| Altay S. K. Turquía | 2.ª           | 2019-20       | 2   | 0  | -  | - | - | - | 2   | 0  | 0    |
| Altay S. K. Turquía | Total         | Total         | 2   | 0  | 0  | 0 | 0 | 0 | 2   | 0  | 0    |
| Tuzlaspor Turquía | 2.ª           | 2020-21       | 17  | 1  | 3  | 0 | - | - | 20  | 1  | 0,05 |
| Tuzlaspor Turquía | Total         | Total         | 17  | 1  | 3  | 0 | 0 | 0 | 20  | 1  | 0,05 |
| Total carrera | Total carrera | Total carrera | 218 | 20 | 22 | 2 | 2 | 0 | 242 | 22 | 0,09 |
| (1) Incluye datos de Copa de Francia, Copa de la Liga de Francia, Copa de Ucrania y Copa de Turquía. (2) No incluye goles en partidos amistosos. |               |               |     |    |    |   |   |   |     |    |      |

### Selección de Togo
Actualizado al último partido jugado el 20 de enero de 2017.
| Selección     | Año   | Eliminatorias | Eliminatorias | Eliminatorias | Continental | Continental | Continental | Mundial | Mundial | Mundial | Amistosos | Amistosos | Amistosos | Total | Total | Total  | Media goleadora |
| Selección     | Año   | Part.         | Goles         | Asist.        | Part.       | Goles       | Asist.      | Part.   | Goles   | Asist.  | Part.     | Goles     | Asist.    | Part. | Goles | Asist. | Media goleadora |
| ------------- | ----- | ------------- | ------------- | ------------- | ----------- | ----------- | ----------- | ------- | ------- | ------- | --------- | --------- | --------- | ----- | ----- | ------ | --------------- |
| Absoluta Togo |       |               |               |               |             |             |             |         |         |         |           |           |           |       |       |        |                 |
| 2011          | 2     | 0             | 0             | 2             | 0           | 0           | —           | —       | —       | —       | —         | —         | 4         | 0     | 0     | 0      |                 |
| 2012          | 2     | 0             | 0             | 3             | 0           | 0           | —           | —       | —       | 3       | 0         | 0         | 8         | 0     | 0     | 0      |                 |
| 2013          | —     | —             | —             | 2             | 0           | 0           | —           | —       | —       | —       | —         | —         | 2         | 0     | 0     | 0      |                 |
| 2014          | —     | —             | —             | 3             | 0           | 0           | —           | —       | —       | —       | —         | —         | 3         | 0     | 0     | 0      |                 |
| 2015          | 1     | 0             | 0             | —             | —           | —           | —           | —       | —       | 2       | 0         | 0         | 3         | 0     | 0     | 0      |                 |
| 2016          | —     | —             | —             | 1             | 0           | 0           | —           | —       | —       | 5       | 0         | 0         | 6         | 0     | 0     | 0      |                 |
| 2017          | —     | —             | —             | 1             | 0           | 0           | —           | —       | —       | —       | —         | —         | 1         | 0     | 0     | 0      |                 |
| Total         | 5     | 0             | 0             | 12            | 0           | 0           | 0           | 0       | 0       | 10      | 0         | 0         | 27        | 0     | 0     | 0      |                 |
| Total         | Total | 5             | 0             | 0             | 12          | 0           | 0           | 0       | 0       | 0       | 10        | 0         | 0         | 27    | 0     | 0      | 0               |
| 1. 2.         |       |               |               |               |             |             |             |         |         |         |           |           |           |       |       |        |                 |